# 파울 (축구)

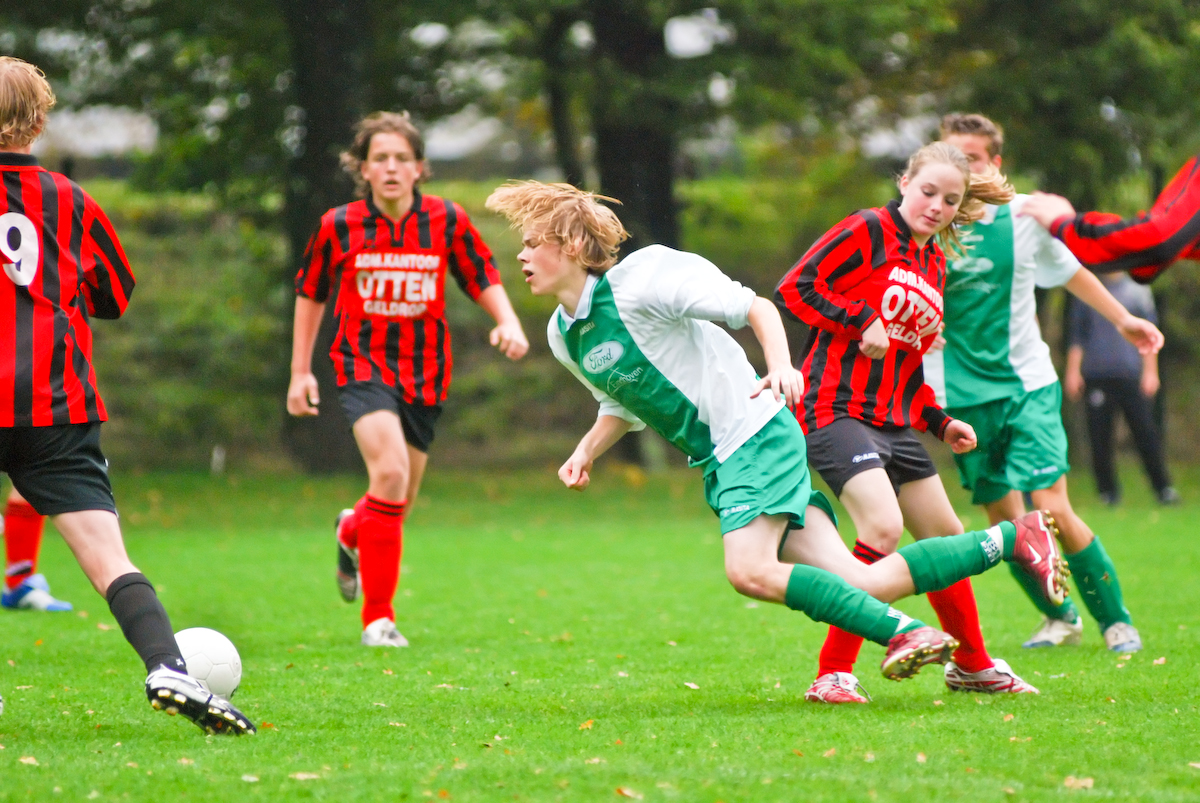
파울

축구에서 파울이란 한 선수가 반칙을 하고 주심이 이를 인정하였으나, 카드가 올라가지 않고 오른손을 45도 각도로 들때 선언된다.

## 파울이 발생되는 원인
- 비교적 심한 태클
- 비교적 심한 몸싸움
- 그 외 상대의 플레이에 방해가 되는 행위

## 파울이 발생되는 상황
- 공에 관여하지 않고 상대의 플레이에 지장을 주는 행위
- 혹은 파울을 얻으려 지장을 얻은척 액션을 하는 경우
- 두발을 모아서 태클하는 경우(공 터치 상관없이 다이렉트퇴장) < 이거 쓴 사람 축알못임?
- 발을 들어서 태클이 들어오는 경우(무릎높이일경우 다이렉트퇴장)
- 공이 손에 닿은 경우(심판의재량)
- 오프사이드 상황일 경우
- 자신의 분을 이기지못해 상대를 가격하는 경우

등이 있다.

## 파울이 발생될 때의 조치
파울이 선언되면 파울을 받은 선수의 상대팀이 직접 프리킥을 얻게 되며 페널티 에어리어 안에서는 페널티킥이 선언된다.

## 같이 보기
- 축구 경기 규칙